# Mikkel Bødker
Mikkel Bødker (Brøndby, 16 dicembre 1989) è un ex hockeista su ghiaccio danese.

## Carriera
Dal 2016 milita nei San Jose Sharks (NHL). In precedenza, sempre in NHL, ha indossato le casacche di Colorado Avalanche (2015-2016), Arizona Coyotes (2014-2016), Phoenix Coyotes (2008-2010, 2010-2012, 2012-2014). Ha giocato anche in SM-I con il Lukko (2012-2013), in AHL con i San Antonio Rampage (2009-2011), in OHL con i Kitchener Rangers (2007-2008) e in SHL con il Frölunda HC (2006-2007).